# 1938 en philosophie
Chronologie de la philosophie
- 1934
- 1935
- 1936
- 1937
- 1938
- 1939
- 1940
- 1941
- 1942

L’année 1938 a été marquée, en philosophie, par les événements suivants :

## Publications
- La Nausée, de Jean-Paul Sartre.
- Introduction à la philosophie de l'histoire, de Raymond Aron.
- La Formation de l'esprit scientifique, de Gaston Bachelard.
- La Psychanalyse du feu, de Gaston Bachelard.

## Naissances
- 16 novembre : Robert Nozick, philosophe américain, mort en 2002.

## Décès
- 26 avril : Edmund Husserl, philosophe autrichien, né en 1859, mort à 79 ans.
- 4 juillet : Otto Bauer, philosophe autrichien, né en 1881, mort à 56 ans.